# Tretten
Tretten is een plaats in de Noorse gemeente Øyer, provincie Innlandet. Tretten telt 860 inwoners (2007) en heeft een oppervlakte van 1,45 km².
Op 22 februari 1975 vond hier een ernstig treinongeluk plaats met 27 doden en 25 gewonden. Het is tot nu toe (stand 2025) de grootste treinramp in de geschiedenis van Noorwegen.